# Тихонівська вулиця
Ти́хонівська ву́лиця — зникла вулиця, що існувала в Московському районі (нині — Голосіївський) міста Києва, місцевість Деміївка. Пролягала від Фрометівської вулиці. 
Прилучався Тихонівський провулок.

## Історія
Вулиця виникла наприкінці XIX століття під назвою Тихонівський провулок. Назва Тихонівська вулиця вживалася з середини 1950-х років. 
Ліквідована в 1980-ті роки у зв'язку з частковою зміною забудови і переплануванням місцевості, однак фактично існує у вигляді проїзду без назви — весь вуличний напрям зберігся донині й слугує проїздом, що йде від Фрометівської вулиці територією МАУПу.